# 아이슬란드 여성휴업
아이슬란드 여성휴업(아이슬란드어: Kvennafrídagurinn, 영어: women's day off)은 1975년 10월 24일 아이슬란드의 여성들이 사회경제적 성차별에 항의하여 하루 동안 모든 업무를 손놓은 사건이다. 아이슬란드 여성의 90%가 동참하여 직장에 출근하지 않을 뿐 아니라 가정에서 육아를 비롯한 가사 역시 하지 않았다. 이 휴업의 영향으로 아이슬란드 의회는 이듬해 양성평등임금보장법을 통과시켰다.